# Älgtjärnen (Ljusdals socken, Hälsingland, 688207-147768)
Älgtjärnen är en sjö i Ljusdals kommun i Hälsingland och ingår i Ljusnans huvudavrinningsområde.